# Новые приключения Билла и Теда
«Новые приключения Билла и Теда» (англ. Bill & Ted's Bogus Journey) — американский научно-фантастический комедийный фильм 1991 года, полнометражный режиссёрский дебют Питера Хьюитта, продолжение ленты «Невероятные приключения Билла и Теда».

## В ролях
- Киану Ривз — Тед «Теодор» Логан
  - Брендон Райан — юный Тед
- Алекс Уинтер — Билл С. Престон
  - Уильям Торн — юный Билл
- Уильям Сэдлер — Смерть
- Джосс Экленд — Чак де Номолос
- Пэм Гриер — мисс Вардро
- Джордж Карлин — Руфус
- Эми Сток-Пойнтон — Мисси
- Хэл Лэндон младший — капитан Логан
- Челси Росс — полковник Оатс
- Аннетт Азкай — Элизабет
- Сара Триггер — Джоанна
- Тадж Махал — привратник
- Фрэнк Уэлкер — озвучивание разных персонажей
- Хал Ландон старший — Томас Эдисон
- Джон Эхрин — Альберт Эйнштейн
- Дон Форни — Бенджамин Франклин
- Тэд Хорино — Конфуций
- Фрэнк Велкер — Дьявол

## Награды и номинации
Премия «Сатурн»-1992
- Лучший актёр второго плана — Уильям Сэдлер (награда)
- Лучшие спецэффекты — Ричард Юрисич, Кевин Ягер, Video Image (номинация)